# Onna White
Pour les articles homonymes, voir White.
Onna White (24 mars 1922 - 8 avril 2005) est une chorégraphe et danseuse canadienne. Elle a été nommée huit fois pour les Tony Awards et a reçu un Oscar d'honneur.

## Théâtre

### Interprète
- 1947 : Finian's Rainbow
- 1949 : Regina
- 1950 : Guys and Dolls
- 1950 : Arms and the Girl
- 1955 : Silk Stockings

### Chorégraphe
- 1956 : Carmen Jones
- 1957 : The Music Man
- 1958 : Whoop-Up
- 1959 : Take Me Along
- 1960 : Irma la Douce
- 1961 : Let It Ride
- 1964 : I Had a Ball
- 1965 : Half a Sixpence
- 1966 : Mame
- 1967 : Illya Darling
- 1969 : 1776
- 1970 : Gantry
- 1971 : 70, Girls, 70
- 1974 : Gigi
- 1974 : Billy
- 1975 : Goodtime Charley
- 1978 : Working
- 1979 : I Love My Wife

## Cinéma
- 1962 : The Music Man
- 1963 : Bye Bye Birdie
- 1968 : Oliver !
- 1972 : 1776
- 1972 : Toute la ville danse (The Great Waltz)
- 1974 : Mame
- 1977 : Peter et Elliott le dragon

## Récompenses
- Tony Awards 1958 : nommée dans la catégorie Meilleure chorégraphie pour The Music Man
- Tony Awards 1959 : nommée dans la catégorie Meilleure chorégraphie pour Whoop-Up
- Tony Awards 1960 : nommée dans la catégorie Meilleure chorégraphie pour Take Me Along
- Tony Awards 1961 : nommée dans la catégorie Meilleure chorégraphie pour Irma la Douce
- Tony Awards 1965 : nommée dans la catégorie Meilleure chorégraphie pour Half a Sixpence
- Tony Awards 1966 : nommée dans la catégorie Meilleure chorégraphie pour Mame
- Tony Awards 1968 : nommée dans la catégorie Meilleure chorégraphie pour Illya Darling
- Tony Awards 1977 : nommée dans la catégorie Meilleure chorégraphie pour I Love My Wife
- Oscars 1969 : Oscar d'honneur « pour sa contribution exceptionnelle en matière de chorégraphie dans Oliver ! »[1].